# Venkovský dům čp. 80 (Kosičky)
Venkovský dům čp. 80 je obytný dům menší venkovské usedlosti v obci Kosičky. Pochází patrně z doby kolem poloviny 19. století, na přelomu 19. a 20. století byl stavebně upraven. Dům byl v roce 2002 Ministerstvem kultury České republiky prohlášen za kulturní památku České republiky.

## Popis

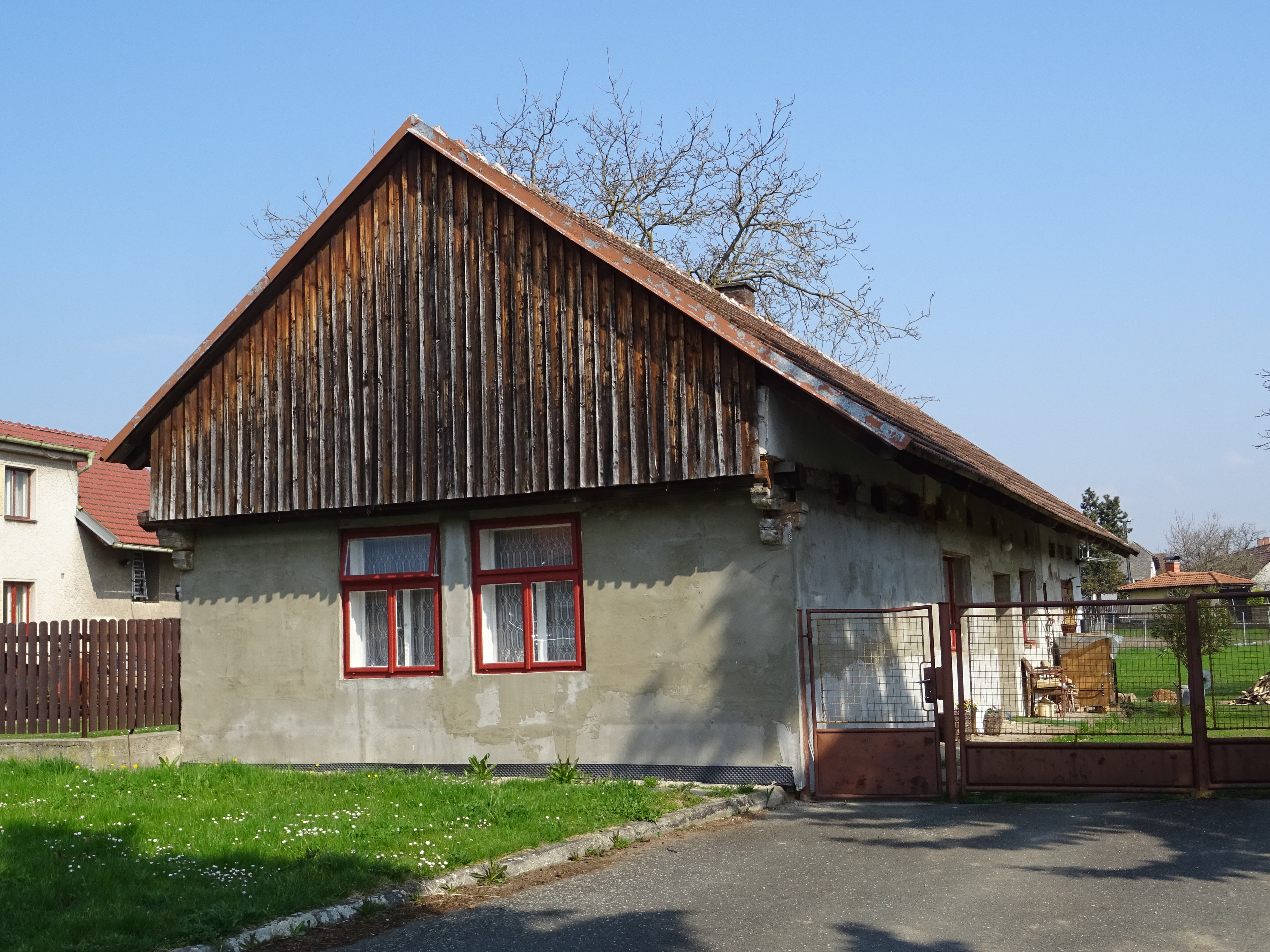
Dům již bez bosovaných pilastrů (2021)

Stavení je situováno v centru obce Kosičky, v blízkosti návsi. Dům je přízemní, na podélném obdélníkovém půdorysu, se štítem orientovaným do prostoru návsi. Na přední obytnou část navazují v témže objektu chlévy a kůlna. Dobře dochovaná je roubená obytná část v tzv. kožichu, tedy omítaná, včetně zachovalé lomenice, bedněné svislými prkny a doplněné dekorativními tesařskými prvky. Zajímavým architektonickým elementem je zpevněné zápraží pod přesahem sedlové střechy a také vyřezávané stropní trámy. Trojdílná okna jsou novodobá. Dům v současné době slouží k rekreaci.
Kromě romantických novogotických vlivů, viditelných například na domě č. 47, se na venkovských staveních v Pocidliní na přelomu 19. a 20. století objevuje také inspirace novorenesancí. Typickým novorenesančním prvkem byly bosované nárožní pilastry, které byly dle historické fotodokumentace na domě čp. 80 viditelné ještě v roce 2012. Do současnosti (2021) se však nedochovaly.
V roce 2002 byl prohlášen za kulturní památku.